# Lekkoatletyka na Letnich Igrzyskach Olimpijskich 1900 – rzut dyskiem mężczyzn
Konkurs rzutu dyskiem na igrzyskach olimpijskich w 1900 w Paryżu rozegrano 14 lipca (eliminacje) i 15 lipca 1900 (finał) w Lasku Bulońskim. Startowało 16 lekkoatletów z 8 krajów. Do finału kwalifikowało się pięciu najlepszych miotaczy z eliminacji. Wyniki uzyskane w eliminacjach były zaliczane do końcowego rezultatu. Rzutnia dyskiem ulokowana była na pasie między rzędami drzew i niektórzy zawodnicy (m.in. obrońca tytułu Robert Garrett) mieli problem, ponieważ dysk uderzał w drzewa

## Rekordy
| Rekord świata     | 38,70 | Gustaf Söderström | Sztokholm (Szwecja) | 18 września 1897 |
| Rekord olimpijski | 29,15 | Robert Garrett    | Ateny (Grecja)      | 6 kwietnia 1896  |

## Eliminacje
| Poz. | Zawodnik                  | Kraj              | Wynik | Uwagi |
| ---- | ------------------------- | ----------------- | ----- | ----- |
| 1.   | Rudolf Bauer              | Węgry             | 36,04 | Q     |
| 2.   | František Janda-Suk       | Królestwo Czech   | 35,04 | Q     |
| 3.   | Richard Sheldon           | Stany Zjednoczone | 34,10 | Q     |
| 4.   | Panajotis Paraskiewopulos | Królestwo Grecji  | 34,04 | Q     |
| 5.   | Rezső Crettier            | Węgry             | 33,65 | Q     |
| 6.   | Gustaf Söderström         | Szwecja           | 33,07 |       |
| 7.   | John Flanagan             | Stany Zjednoczone | 33,00 |       |
| 8.   | Erik Lemming              | Szwecja           | 32,50 |       |
| 8.   | Charles Winckler          | Dania             | 32,50 |       |
| 10.  | Josiah McCracken          | Stany Zjednoczone | 32,00 |       |
| 11.  | Artúr Coray               | Węgry             | 31,00 |       |
| 11.  | Launceston Elliot         | Wielka Brytania   | 31,00 |       |
| 13.  | Émile Gontier             | Francja           | 30,00 |       |
| 14.  | Gyula Strausz             | Węgry             | 29,80 |       |
| –    | Robert Garrett            | Stany Zjednoczone | NM    |       |
| –    | Truxtun Hare              | Stany Zjednoczone | NM    |       |

Bauer poprawił rekord olimpijski. Garrett i Hare nie oddali żadnego ważnego rzutu.

## Finał
| Poz.   | Zawodnik                  | Kraj              | Wynik | Eliminacje | Finał    | Uwagi |
| ------ | ------------------------- | ----------------- | ----- | ---------- | -------- | ----- |
| złoto  | Rudolf Bauer              | Węgry             | 36,04 | 36,04      | nieznany | OR    |
| srebro | František Janda-Suk       | Królestwo Czech   | 35,14 | 35,04      | 35,14    |       |
| brąz   | Richard Sheldon           | Stany Zjednoczone | 34,60 | 34,10      | 34,60    |       |
| 4.     | Panajotis Paraskiewopulos | Królestwo Grecji  | 34,50 | 34,04      | 34,50    |       |
| 5.     | Rezső Crettier            | Węgry             | 33,65 | 33,65      | nieznany |       |

Bauer nie poprawił swojego rezultatu z eliminacji, ale wystarczył on do zwycięstwa. Kolejność zawodników osiągnięta w eliminacjach nie uległa zmianie w finale.